# Lathrup Village
Lathrup Village város az USA Michigan államában, Oakland megyében. Lakosainak száma 4088 fő (2020. április 1.).
A települést Louise Lathrup Kelley fejlesztő tervezte mintaközösségként 1924-ben. Az első házat ugyanebben az évben építették, és a fejlesztés az 1960-as években is folytatódott.

## Népesség
A település népességének változása:

| 2010 | 4 075 |
| 2020 | 4 088 |